# Amona
Amona (hebrejsky עמונה) byla izraelská osada neoficiálního charakteru (tzv. outpost) u osady Ofra na Západním břehu Jordánu v Oblastní radě Mate Binjamin. Dlouhodobě čelila sporům o pozemky, na nichž vyrostla, a stala se symbolem radikálnější části osadnického hnutí. Po finálním rozhodnutí izraelského soudu o nutnosti jejího zrušení byla osada roku 2017 vyklizena.

## Geografie
Nacházela se v nadmořské výšce cca 890 metrů v centrální části hornatého hřbetu Samařska, cca 20 kilometrů severně od historického jádra Jeruzalému, cca 8 kilometrů severovýchodně od Ramalláhu a cca 50 kilometrů východně od centra Tel Avivu.
Na dopravní síť Západního břehu Jordánu byla napojena pomocí místní komunikace vedoucí k západu do mateřské osady Ofra, u níž se pak napojuje na dálnici 60. Amona ležela v hustě osídlené části Samařska, kde se střídají lidnatá palestinská sídla a rozptýlené židovské osady. 1 kilometr západním směrem leží lidnatá mateřská osada Ofra.

## Název
Název osady odkazoval na biblickou lokalitu z Knihy Jozue 18,24 – „Kefar-amóní, Ofní a Geba, dvanáct měst s dvorci.“

## Dějiny

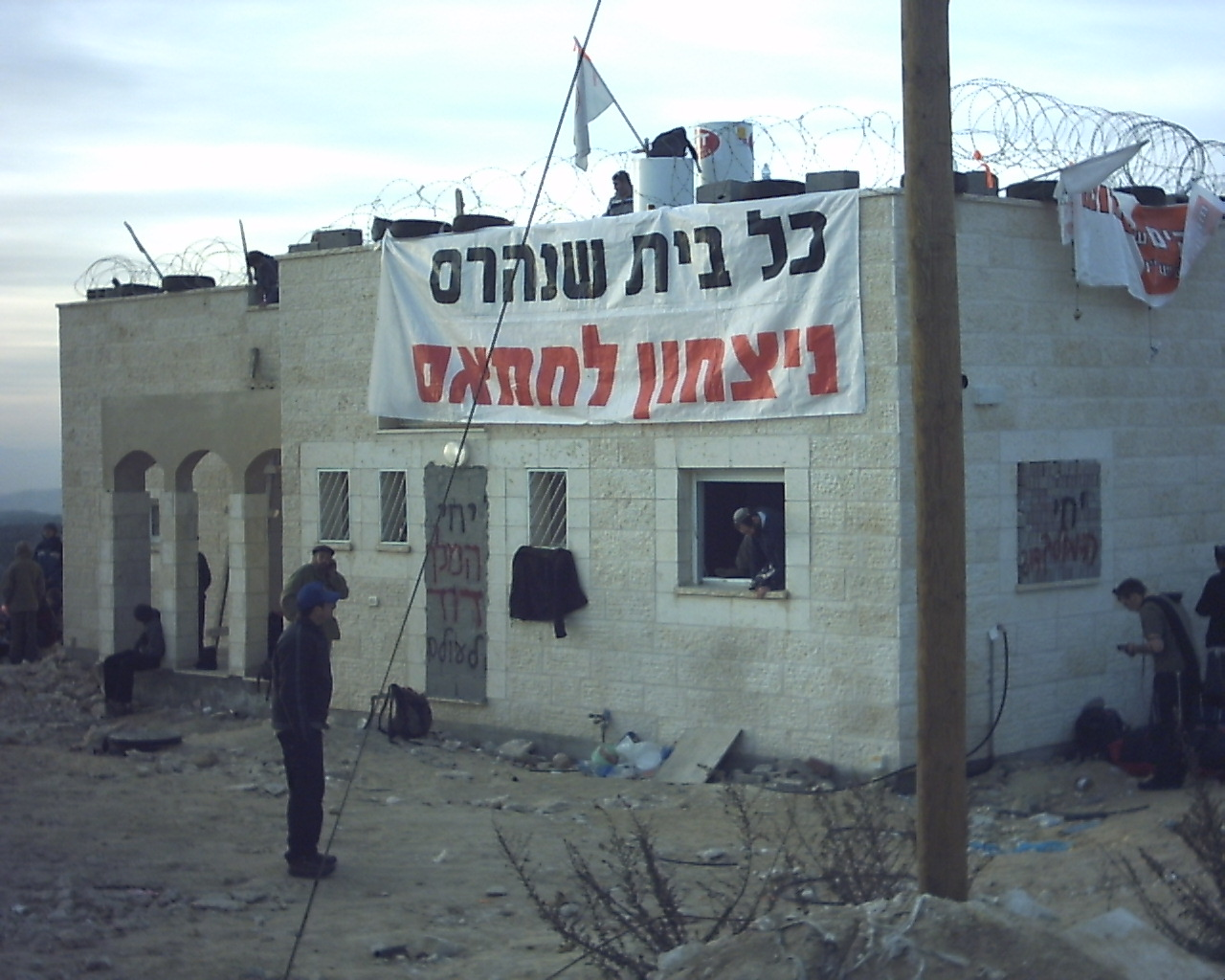
Dům v osadě Amona s transparenty proti vyklizení osady na snímku z r. 2006

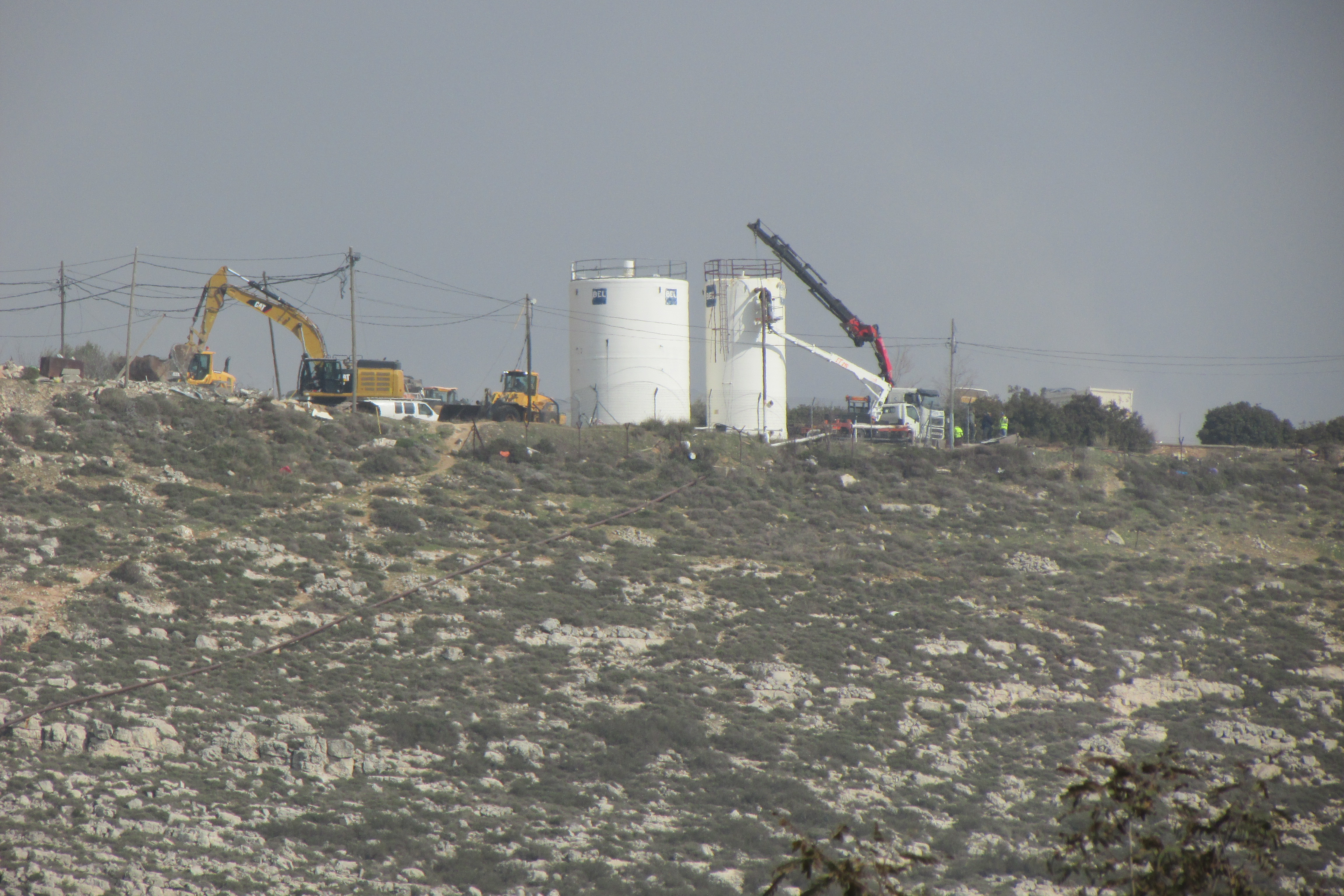
Demontáž zástavby v osadě Amona r. 2017

Amona vznikla v měsíci tišri židovského roku 5757 (září 1997) na vyvýšené poloze poblíž stávající osady Ofra. V osadě se rozvíjelo zemědělství, fungovala tam synagoga a mikve, dále mateřská škola. Další služby se nacházely v mateřské osadě Ofra.
Komunita ale od počátku čelila právním sporům okolo pozemkové držby. Zpráva organizace Mír nyní z roku 2007 uváděla, že téměř 82 % plochy osady stálo na pozemcích v soukromém vlastnictví Palestinců. Počátkem února 2006 přikročily izraelské úřady k částečné demolici zástavby v osadě kvůli nelegálnímu statusu. Osadníci z Amony, podporovaní mnoha dalšími stoupenci budování osad z jiných regionů, ovšem reagovali potyčkami s bezpečnostními silami. Po několika hodinách armáda převzala kontrolu nad devíti spornými budovami, ovšem za cenu více než 200 zraněných, včetně 80 příslušníků ozbrojených sil. Mezi zraněnými bylo i několik poslanců Knesetu. Nejvyšší soud Státu Izrael mezitím odmítl petici osadníků a odsouhlasil demolici zmíněných staveb. Šlo o nejvážnější konfrontaci mezi státem a osadníky v dějinách. V roce 2006 šlo ovšem jen o částečnou demolici a desítky staveb v Amoně zůstaly na svém místě. V následujících letech pak pokračovaly právní a politické debaty o budoucnosti osady. V prosinci 2014 nejvyšší soud rozhodl, že stát musí do dvou let zajistit vyklizení osady, protože vznikla na soukromé palestinské půdě a není možné ji ani zpětně legalizovat. Vláda měla případně využít dvouletý mezičas na nalezení náhradní lokality pro ubytování jejích obyvatel.
Amona byla nakonec vyklizena počátkem února 2017. Při zákroku policie bylo během prvního dne evakuace zraněno několik osadníků (popřípadě jejich podporovatelů) i policistů. Docházelo k slovním i fyzickým potyčkám, ale do večera bylo z lokality evakuováno cca 500 osob. Zákrok byl politicky citlivý, protože v předchozí dekádě se z Amony stal symbol izraelského osadnického hnutí. Ve vládě Benjamina Netanjahua přitom zasedaly i politické strany zastupující osadníky. Na místo policejního zásahu dorazili vyjádřit podporu osadníkům i někteří poslanci jako Moti Jogev a Šuli Mu'alem za stranu Židovský domov nebo Oren Chazan z Likudu. Izraelská vláda jako kompenzaci rozhodla přijmout zákon, který umožní zpětnou legalizaci podobných osad se sporným pozemkovým vlastnictvím. Zároveň bylo odsouhlaseno, že pro vystěhovalé obyvatele Amony bude zřízena na jiném místě zcela nová osada, jejíž právní a pozemkový status nebude izraelskou justicí zpochybňován. Nová osada pro bývalé osadníky z Amony byla předběžně schválena koncem května 2017. Má se jmenovat Amichaj a bylo jí přiděleno území východně od osady Šilo, respektive Švut Rachel.

## Demografie
Přesně údaje o počtu obyvatel nebyly nikdy k dispozici, protože nešlo o oficiálně samostatnou obec, byť fakticky měla Amona samostatné členství v Oblastní radě Mate Binjamin. Roku 2007 zde bylo uváděno 96 trvale bydlících obyvatel. Internetový portál Oblastní rady Mate Binjamin zde evidoval 40 rodin.